# Prix de Normandie - Étrier 5 Ans Finale
Groupe I
Le Prix de Normandie, officiellement Prix de Normandie - Étrier 5 ans finale, est une course hippique de trot monté qui se déroule au mois de juin (en septembre avant 2022) sur l'hippodrome de Vincennes à Paris.
C'est une course de Groupe I réservée aux chevaux de 5 ans, hongres exclus, ayant gagné au moins 50 000 € (conditions en 2025).
Elle se court sur la distance de 2 850 mètres (grande piste). En 2025, l'allocation s'élève à 240 000 €, dont 108 000 € pour le vainqueur.
La course est créée dans les conditions actuelles (trot monté pour 5 ans sur 3 000 m) en août 1942. Le nom de Prix de Normandie avait auparavant été attribué à différentes épreuves : au trot monté, mais pour 3 ans, dès la journée inaugurale de l'hippodrome de Vincennes, le 7 septembre 1879 jusqu'en août 1923 ; à l'attelé pour la même génération à partir d'août 1924 jusqu'en août 1937 ; à l'attelé pour chevaux d'âge à partir de juin 1938. L'édition 1944 est prévue le 15 août, en pleine déroute du régime de Vichy précédant la libération de Paris, et est finalement annulée, comme toutes les courses hippiques pendant deux mois.
En 2023, la course intègre la compétition Étrier 3/4/5 ans et son nom passe de Prix de Normandie à Prix de Normandie - Étrier 5 ans finale. Les trois premiers des trois courses qualificatives du circuit obtiennent leur billet pour la finale. Les Étrier 3/4/5 ans se définissent comme les Championnats de France de la discipline du trot monté.
Le record de l'épreuve est de 1'11"6, établi par Ina du Rib en 2023. 

## Palmarès depuis 1946
| Année | Vainqueur          | Père               | Jockey                   | Entraîneur               | Deuxième                | Troisième          | Réd.km |
| ----- | ------------------ | ------------------ | ------------------------ | ------------------------ | ----------------------- | ------------------ | ------ |
| 2025  | Katinka Aimef      | Singalo            | Alexis Collette          | Franck Leblanc           | Keengame                | Kid Bellay         | 1'12"1 |
| 2024  | Jéroboam d'Érable  | Prodigious         | Damien Bonne             | Clément Thomain          | Jean Balthazar          | J'aime le Foot     | 1'11"9 |
| 2023  | Ina du Rib         | Uhlan du Val       | Jean-Loïc-Claude Dersoir | Joël Hallais             | I Can Dream             | Idéale du Chêne    | 1'11"6 |
| 2022  | Happy and Lucky    | Ready Cash         | Adrien Lamy              | Franck Leblanc           | Hirondelle du Rib       | Hallix             | 1'12"3 |
| 2021  | Gladys des Plaines | Opus Viervil       | Mathieu Mottier          | Gilles Curens            | Granvillaise Bleue      | Gangster du Wallon | 1'12"3 |
| 2020  | Flamme du Goutier  | Ready Cash         | Antoine Wiels            | Thierry Duvaldestin      | Flèche Bourbon          | Feeling Cash       | 1'12"7 |
| 2019  | Étoile de Bruyère  | Kénor de Cossé     | Adrien Lamy              | Charles Dreux            | Evening Star            | Evangelina Blue    | 1'13"5 |
| 2018  | Durzie             | Jag de Bellouet    | Alexandre Abrivard       | Laurent-Claude Abrivard  | Dryade du Parc          | Dexter Fromentro   | 1'13"9 |
| 2017  | Cassate            | Néoh Jiel          | Adrien Lamy              | Jean-Luc Dersoir         | Chablis d'Herfraie      | Cyprien des Bordes | 1'14"3 |
| 2016  | Bellissima France  | Blue Dream         | Matthieu Abrivard        | Matthieu Abrivard        | Boeing du Bocage        | Baraka d'Henlou    | 1'13"7 |
| 2015  | Astor du Quenne    | Opus Viervil       | Adrien Lamy              | Sébastien Guarato        | Apprenti Sorcier        | Alexa              | 1'14"6 |
| 2014  | Vittel de Brévol   | Jag de Bellouet    | David Thomain            | Sébastien Ernault        | Vision Intense          | Valse Castelets    | 1'13"9 |
| 2013  | Ulysse             | Love You           | Thomas Levesque          | Mike Lenders             | Utopie Impériale        | Unikaranès         | 1'14"5 |
| 2012  | Tiégo d’Étang      | Chaillot           | Charles Bigeon           | Christian Bigeon         | Taïga du Rib            | Tag Wood           | 1'13"7 |
| 2011  | Save The Quick     | Jasmin de Flore    | Éric Raffin              | Franck Leblanc           | Scolie de Bassière      | Simba de Nacre     | 1'14"  |
| 2010  | Rombaldi           | Lulo Josselyn      | Matthieu Abrivard        | Jean-Luc Dersoir         | Roxane du Vivier        | Rio du Rib         | 1'14"7 |
| 2009  | Quille Castelets   | Kaiser Sozé        | Jean-Loïc-Claude Dersoir | Jean-Loïc-Claude Dersoir | Quarla                  | Quilea Jiel        | 1'14"7 |
| 2008  | Prince Gédé        | Sancho Pança       | Pierre-Yves Verva        | Thierry Duvaldestin      | Paola de Lou            | Prince de Montfort | 1'13"6 |
| 2007  | Olga du Biwetz     | Cézio Josselyn     | Yoann Lebourgeois        | Sébastien Guarato        | Or de Bruges            | Oman / One du Rib  | 1'14"9 |
| 2006  | Nomade du Digeon   | Alpha Barbés       | Philippe Masschaele      | Jean-Michel Bazire       | Nésione des Vents       | Nobilis Jiel       | 1'15"4 |
| 2005  | Mirza du Vivier    | Cézio Josselyn     | Nathalie Henry           | Éric Lebon               | Miss Castelle           | Macaraika          | 1'15"9 |
| 2004  | Lazio du Bourg     | Tadzio de la Motte | Philippe Masschaele      | Joël Van Eeckhaute       | L'As de Neige           | Liberty d'Ar       | 1'15"8 |
| 2003  | Kesaco Phedo       | Caballio in Blue   | Jean-Michel Bazire       | Jean-Michel Bazire       | Koppa de Montfort       | Kinder Jet         | 1'16"5 |
| 2002  | Jirella            | Cèdre du Vivier    | Jean-Michel Bazire       | Jean-Michel Bazire       | Jairo des Veys          | Joyau d'Amour      | 1'16"1 |
| 2001  | Iouky du Pré       | Baccarat du Pont   | Jean-Michel Bazire       | Hervé Mahé               | Instant Gédé            | Idéal de l'Iton    | 1'16"2 |
| 2000  | Hugo du Bossis     | And Arifant        | Éric Raffin              | Jean Raffin              | Hadriana                | Holly du Locton    | 1'17"9 |
| 1999  | Grâce Ducal        | Ultra Ducal        | Joël Van Eeckhaute       | Joël Van Eeckhaute       | Gina du Martellier      | Golf du Pommeau    | 1'19"5 |
| 1998  | First de Retz      | Podosis            | Jean-Michel Bazire       | Jacky Béthouart          | Filou de la Grille      | Flash des Sarts    | 1'16"3 |
| 1997  | Étoile des Blaves  | Traveller          | Laurent-Claude Abrivard  | René Mascle              | Express Road            | Écrin Castelets    | 1'17"8 |
| 1996  | Destin de Busset   | Opus Dei           | Laurent-Claude Abrivard  | Laurent-Claude Abrivard  | Don Paulo               | Dany Royale        | 1'18"1 |
| 1995  | Courlis du Pont    | Opus Dei           | Philippe Békaert         | Ulf Nordin               | Creator Boy/Cyclone Nay |                    | 1'17"8 |
| 1994  | Balzac             | Niflosac           | Pierre Levesque          | Bertrand de Folleville   | Bella Kadesh            | Blondine d'Atout   | 1'19"5 |
| 1993  | Alpha Barbés       | Néric Barbés       | Jean-Philippe Mary       | Christian Bigeon         | Anita de la Vallée      | Athos de la Besvre | 1'18"6 |
| 1992  | Vallée du Loir     | Hurgo              | Hervé Sionneau           | Alain Sionneau           | Vivier de Montfort      | Vaflosa Gédé       | 1'18"7 |
| 1991  | Uno Atout          | Istraeki           | Jean-Marie Monclin       | Paul Billon              | Uranica                 | Unerring           | 1'18"8 |
| 1990  | Tahita de Yet      | Jiosco             | Yves Dreux               | Patrick Hawas            | Talbin                  | Talassius          | 1'19"5 |
| 1989  | Speed Clayettois   | Joachim            | Yves Dreux               | Ali Hawas                | Seilhac                 | Suhlano            | 1'21"3 |
| 1988  | Reine du Corta     | Ura                | Michel Lenoir            | Alain Roussel            | Rêve d'Udon             | Rivage             | 1'20"1 |
| 1987  | Quel Soro          | Ignifugé           | Alain Sionneau           | Alain Sionneau           | Qualifié                | Quoddy Williams    | 1'19"9 |
| 1986  | Potin d'Amour      | Chambon P          | Yves Dreux               | Jan Kruithof             | Prince Atout            | Portolugo          | 1'22"1 |
| 1985  | Ogino              | Vasco              | Gérard Raulline          | Bernard Raulline         | Oppoka Mabon            | Olaf de Brion      | 1'21"1 |
| 1984  | Noukopulco         | Chambon P          | Jean-Marie Monclin       | André-Francis Bigeon     | Neufbourg               | Noce de Porphyre   | 1'24"3 |
| 1983  | Maitre Atout       | Sabi Pas           | Michel Lenoir            | Alain Roussel            | Maroldon                | Maritza de Vrie    | 1'22"6 |
| 1982  | Le Loir            | Chambon P          | Alain Sionneau           | Martial Doliveux         | Lara de Feugères        | Last Winner        | 1'21"4 |
| 1981  | Klon Klon          | Tatius             | Michel-Marcel Gougeon    | R. Ricklin               | Kaiser Trot             | Kairon             | 1'20"7 |
| 1980  | Jolenka            | Seddouk            | Alain Laurent            | A. Mathieu               | Jeune Orange            | Jaguar du Corta    | 1'22"7 |
| 1979  | Istraeki           | Paléo              | Michel-Marcel Gougeon    | Roger Ledoyen            | Ilorga                  | Idrope             | 1'21"8 |
| 1978  | Hurgo              | Ursin L            | Jean-Claude Hallais      | A. Poisson               | Honnête                 | Hajacques de Chenu | 1'21"5 |
| 1977  | Galopin des Prés   | Vasco              | Christian Bézier         | L. Forgin                | Guéridia                | Gaubasco           | 1'22"0 |
| 1976  | Firstly            | Quérido II         | Alain Sionneau           | Philippe Darondel        | Flamenco                | Fleur de Papillon  | 1'23"4 |
| 1975  | Elpenor            | Quioco             | Jean Mary                | Jean-René Gougeon        | Épaminondas             | Éringa             | 1'22"4 |
| 1974  | Darold II          | Harold D III       | Yvon Martin              | Joël Hallais             | Dor                     | Dis Lui            | 1'23"8 |
| 1973  | Corlay             | Fandango           | Michel-Marcel Gougeon    |                          | Champenoise             | Cloclo Mabon       | 1'22"3 |
| 1972  | Bellino II         | Boum III           | René Fabre               | Maurice Macheret         | Borgia III              | Blizzard           | 1'23"0 |
| 1971  | Arbella            | Harold D III       | Gérard Mascle            |                          | Aramis IX               | Ajaccien           | 1'22"7 |
| 1970  | Valmont            | Fandango           | Louis Sauvé              |                          | Vigneron                | Vermeer            | 1'21"7 |
| 1969  | Ulric              | Euripide           | Gérard Mascle            |                          | Uniflore D              | Upsalin            | 1'21"9 |
| 1968  | Tabriz             | Feu Follet X       | Pierre Giffard           |                          | Tonton Jean L           | Thaïs C            | 1'21"8 |
| 1967  | Sadoc              | Abner              | Jean Mary                |                          | Sole Mio B              | Sissy III          | 1'22"9 |
| 1966  | Roxane H II        | Kerjacques         | René Fabre               |                          | Ricotte                 | Reine de Mars B    | 1'23"4 |
| 1965  | Quito P            | Fandango           | Gérard Mascle            |                          | Quovaria                | Qalabcheh          | 1'23"  |
| 1964  | Port Mahon         | Fort Mahon         | René Fabre               |                          | Paléo                   | Poker              | 1'23"6 |
| 1963  | Ol Est B           | Harold D III       | François Brohier         |                          | Oraki                   |                    | 1'23"9 |
| 1962  | Narvick DJ         | Fandango           | Albert Libeer            |                          | Nessus III              | Neuville           | 1'23"5 |
| 1961  | Masina             | Quinio             | François Brohier         |                          | Miss des Ramiers        | Mario              | 1'22"8 |
| 1960  | Ledollar           | Dollar III         | Louis Sauvé              |                          | Loiron D                | Lourinella         | 1'23"5 |
| 1959  | Kaïd D             | Banco III          | J. Rigaud                |                          | Kerjacques              | Katinka            | 1'24"1 |
| 1958  | Job                | Loudéac            | Maurice Riaud            |                          | Jolie Folle             | Jutland II         | 1'24"7 |
| 1957  | Idylle V           | Courant d'Air II   | Y. Réaud                 |                          | Idumée                  | In Extremis        | 1'24"3 |
| 1956  | Héléagnus B        | Aristo             | Bernard Simonard         |                          | Hamelet II              | Hip                | 1'25"6 |
| 1955  | Gardon             | Tigellin           | Jean Mary                |                          | Gracieux Vendéen        | Gallion            | 1'25"9 |
| 1954  | Fandango           | Loudéac            | Michel-Marcel Gougeon    | Marcel Gougeon           | Fugia                   | Fifine C           | 1'25"5 |
| 1953  | Éphédra            | Kairos             | Marcel Perlbarg          | Charley Mills            | Élan IV                 | El Bahari Volo     | 1'27"  |
| 1952  | Dollar V           | Kama               | Michel-Marcel Gougeon    | Marcel Gougeon           | Drakkar                 | Dasticia           | 1'26"9 |
| 1951  | Caporal            | Ogaden             | R. Bals                  | Robert de Wulf           | Chardonneret            | Cuvillo            | 1'26"9 |
| 1950  | Balbigny II        | Quiproquo II       | Aimable Forcinal         | Aimable Forcinal         | Brume d'Avril           | Ballerine          | 1'27"9 |
| 1949  | Astarté            | Gaston Roussel     | Gaston Roussel           | Mousko Williams          | Aristo                  | Annie C            | 1'27"5 |
| 1948  | Venutar            | Piorin             | Yves Réaud               | Ferdinand Réaud          | Via Mala M              | La Victoire        | 1'27"8 |
| 1947  | Urf II             | Javari             | André Choisselet         | André Choisselet         | Ur                      | Ugonie             | 1'27"7 |
| 1946  | Taloir             | Javari             | Marcel Perlbarg          | Jonel Chyriacos          | Tamisot                 | Turf II            | 1'29"9 |

## Sources
- Pour les conditions de course et les dernières années du palmarès : site de la SETF
- Pour les courses plus anciennes :
  - site trot.courses-france.com - Prix de Normandie (1980-2008)
  - site trot.courses-france.com - Prix de Normandie (1950-1979)
  - archives des quotidiens  (Ouest-France, Sud-Ouest…)
  - avant 1955 : Journaux sur Gallica et RetroNews